# Voith-Arena
A Voith-Arena (antiga Arena GAGFAH e Albstadion) é um estádio de futebol em Heidenheim, Alemanha. É utilizado pelo 1. Fußballclub Heidenheim 1846, da segunda divisão alemã. O estádio atualmente tem 13.000 lugares; a prefeitura de Heidenheim é sua proprietária.